# Luchthaven Bratsk
Luchthaven Bratsk (Russisch: Аэропорт Братск) is een luchthaven in Oblast Irkoetsk, Rusland. Het is gelegen op acht kilometer afstand van de stad Bratsk. Het wordt zowel voor militaire als publieke doeleinden gebruikt. Het heeft parkeerruimte voor 32 middelgrote vliegtuigen. 
In 1984 arriveerde het 350e Interceptor Aviation Regiment met een aantal Tupolev Tu-128-vliegtuigen. Bratsk was verantwoordelijk voor luchtverdediging van het binnenland van Siberië op lange termijn en was afhankelijk  van de geschiktheid van deze vliegtuigen om het gebied te dekken. In de jaren 90 werd de eenheid verbeterd met MiG-31-straaljagers. Het 350e Interceptor Aviation Regiment werd opgeheven in 2002. 
Momenteel is Bratsk vooral een publieke luchthaven, ook omdat het een geschikte plek is als uitvalsbasis voor vrachtvluchten naar Kamtsjatka.